# Chakethimmanadinne, Mulbagal
Chakethimmanadinne là một làng thuộc tehsil Mulbagal, huyện Kolar, bang Karnataka, Ấn Độ.